# Tannbach (Gemeinde Gutau)
Tannbach ist eine Ortschaft in der Marktgemeinde Gutau im Bezirk Freistadt in Oberösterreich.

## Geographie
Tannbach gehört zur Katastralgemeinde Gutau und zum Zählsprengel Gutau-Markt. Die Ortschaft umfasst das Schloss Tannbach sowie den Weiler Au und die Rotte Edt. Sie zählte am 1. April 2020 55 Adressen. Tannbach liegt im Aist-Naarn-Kuppenland und in den Einzugsgebieten des Klammbachs und des Tannbachs.

## Geschichte
Das früheste Schriftzeugnis aus den 1120er-Jahren nennt einen Heinric de Tanebach. Weitere Nennungen von „Tanpach“ stammen von etwa 1230 und 1270. Dem Namen liegt mittelhochdeutsch tan (Wald) zugrunde. Im Franziszeischen Kataster von 1827 ist der Ort als Dambach verzeichnet.

## Kultur und Sehenswürdigkeiten

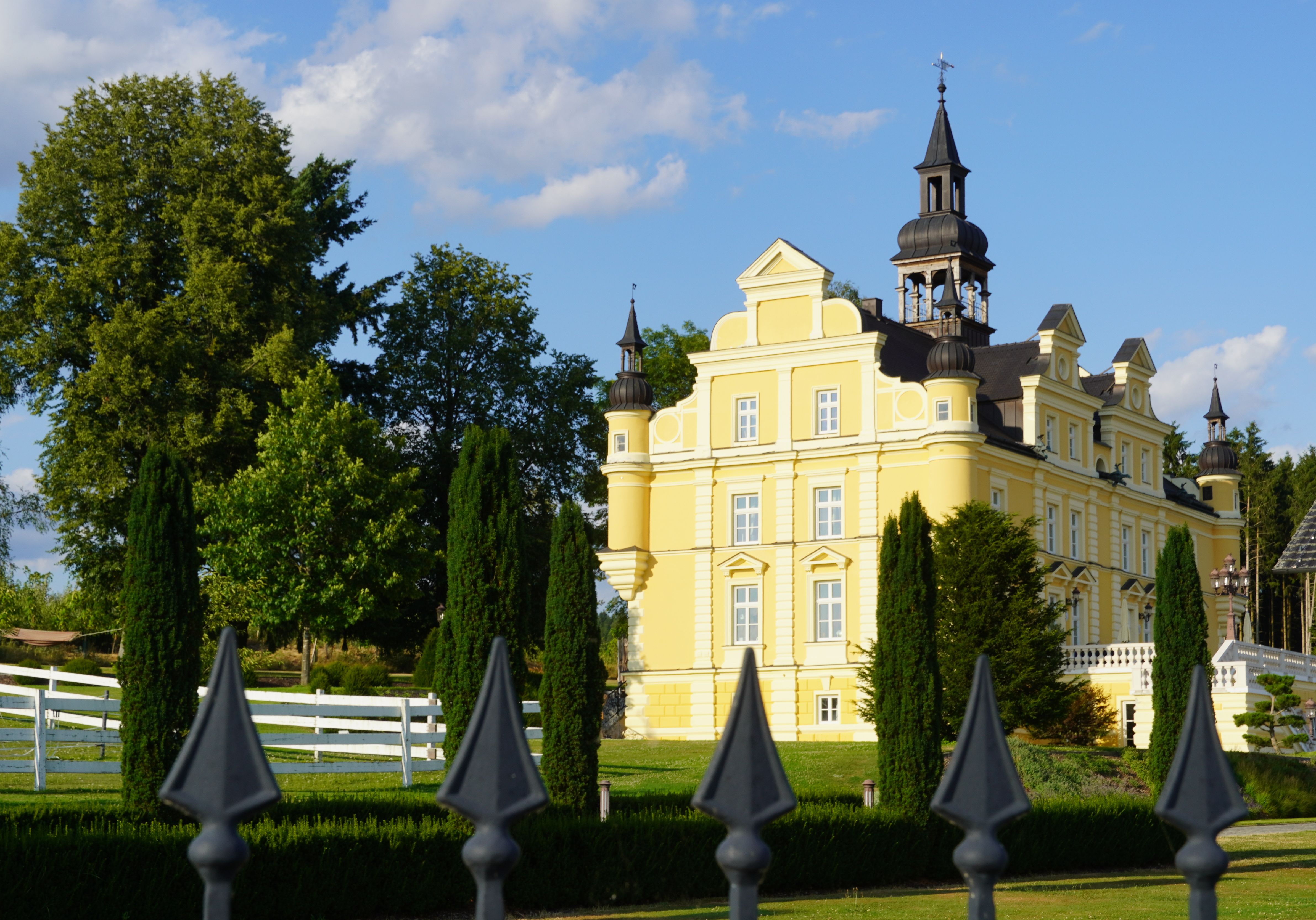
Schloss Tannbach

Schloss Tannbach steht unter Denkmalschutz. Der Bau geht in Teilen auf das 16. Jahrhundert zurück und ist durch eine Erneuerung des Jahres 1875 im Stil der deutschen Neorenaissance geprägt. Der 215 Kilometer lange Weitwanderweg Burgen- und Schlösserweg führt durch die Ortschaft, ebenso der 39,9 Kilometer lange, leichte Rundwanderweg Färberrunde Nr. 912.

## Verkehr
Durch den Süden der Ortschaft verläuft die Landesstraße L1472 (Gutauer Straße).